# کوینتون آرون
کوینتون آرون (انگلیسی: Quinton Aaron؛ زادهٔ ۱۵ اوت ۱۹۸۴) یک هنرپیشه اهل ایالات متحده آمریکا است. وی از سال ۲۰۰۶ میلادی تاکنون مشغول فعالیت بوده‌است.
از فیلم‌ها یا برنامه‌های تلویزیونی که وی در آن نقش داشته است می‌توان به نقطه کور ، جا مانده اشاره کرد.